# Wild is the Wind (brano musicale)
Wild Is the Wind è un brano musicale composto da Dimitri Tiomkin e Ned Washington. La canzone venne originariamente incisa da Johnny Mathis per la colonna sonora del film Selvaggio è il vento (Wild Is the Wind) del 1957. La versione di Mathis venne anche pubblicata su singolo dalla Columbia Records (4-41060) nel novembre 1957, e raggiunse la posizione numero 22 nella classifica statunitense Billboard Hot 100.

## Il brano
La canzone è stata reinterpretata da numerosi artisti nel corso degli anni, inclusi Nina Simone (due versioni), David Bowie, Shirley Horn, George Michael, Nancy Wilson, Cat Power, Storm Gordon, Billy Mackenzie, Kate Ceberano, Shirley Bassey, Barbra Streisand e Patti LaBelle, Cindy Crawford. Particolarmente celebre la reinterpretazione ad opera di Bowie che inserì la sua versione nell'album Station to Station del 1975. Grande ammiratore di Nina Simone e della versione di Wild Is the Wind da lei incisa nel 1966, dopo avere incontrato la Simone a Los Angeles nel 1975, Bowie decise di registrare la canzone per il suo nuovo album in uscita. Fu però solo dopo alcuni anni, nel novembre 1981, che la sua versione del brano venne pubblicata sul 45 giri (B-side Wild is the Wind/Golden Years), raggiungendo la posizione numero 24 nella Official Singles Chart.